# Cañicera
Cañicera es una localidad española del municipio de Retortillo de Soria, perteneciente a la provincia de Soria, en la comunidad autónoma de Castilla y León.

## Historia
Perteneció a la comunidad de villa y tierra de Caracena. En el censo de 1787, ordenado por el conde de Floridablanca,  figuraba como lugar  del partido de Caracena en la intendencia de Soria,  con jurisdicción de señorío y bajo la autoridad del alcalde ordinario, nombrado por el duque de Uceda. Contaba entonces con 108 habitantes.
A la caída del Antiguo Régimen la localidad se constituyó en municipio constitucional en la región de Castilla la Vieja, partido de El Burgo de Osma. A mediados del siglo XIX, el lugar tenía contabilizada una población de 60 habitantes. Aparece descrito en el quinto volumen del Diccionario geográfico-estadístico-histórico de España y sus posesiones de Ultramar de Pascual Madoz de la siguiente manera:

CAÑICERA: l. con ayunt. en la prov. de Soria (14 leg.), part. jud. del Burgo de Osma (5), aud. terr. y c. g. de Burgos (25), dióc. de Sigüenza (9): sit. en la falda de un cerro que le domina por el N., y libre á la influencia de los demas vientos, su clima es sano y no se conocen enfermedades especiales: tiene 14 casas, la consistorial, escuela de instruccion primaria concurrida por 12 alumnos de ambos sexos á cargo de un maestro á la vez sacristan y secretario de ayunt., dotado con 10 fan. de trigo; una fuente de buenas aguas que provee al vecindario para beber y demas usos domésticos, y una igl. parr. (San Martin) aneja de la de Tarancueña, cuyo párroco la sirve por medio de un teniente: confina el térm. N. desp. de Rejuelas; E. Tarancueña; S. Manzanares, y O. Rebollosa; dentro de él se encuentran varios manantiales y pozos, que sirven paja abrevaderos de los ganados: el terreno que participa de monte y llano, es flojo y de poca miga; comprende un monte poblado de roble, una deh. propia del comun, algunos huertos rodeados de álamos, y varios prados. caminos: los locales de herradura y en mal estado. correo: se recibe y despacba por la carteria de Cararena. prod.: trigo comun, centeno, cebada, avena, legumbres, pocas patatas y berza; cria ganado lanar, vacuno y asnal, abunda la caza en particular de perdices. pobl.: 14 vec., 60 alm. cap. imp.: 4388 rs. presupuesto municipal 100 que se cubre con los producios del monte.
(Madoz, 1846, p. 495)

Entre el censo de 1857 y el anterior el municipio de Cañicera desapareció al integrarse en el de Tarancueña.

## Demografía
En 1981 contaba con 12 habitantes, concentrados en el núcleo principal, pasando a 4 en 2010, 3 varones y una mujer.
| Gráfica de evolución demográfica de Cañicera entre 2000 y 2010                                   |
|                                                                                                  |
| Población de derecho (2000-2010) según los censos de población del INE a 1 de enero de cada año. |